# PlanetMath
PlanetMath — свободная онлайновая математическая энциклопедия на английском языке. Основной упор делается на точность и открытость.
Проект находится на Digital Library Research Lab в институте Вирджиния Тех.
Проект начался как реакция на закрытие доступа к MathWorld на 12 месяцев.
PlanetMath использовала GFDL, как и Википедия до перехода на Creative Commons.